# Rivière Verte (rivière-du-Loup)
Pour les articles homonymes, voir Rivière Verte.
La rivière Verte coule dans la région administrative du Bas-Saint-Laurent, au Québec, au Canada, dans les municipalités régionales de comté de :
- Kamouraska : Réserve de Parke et le territoire non organisé de Picard ;
- Rivière-du-Loup : municipalités de Saint-Antonin, Saint-Modeste, Saint-Épiphane, Saint-Arsène, de Cacouna et de L'Isle-Verte.

La rivière Verte est un affluent du littoral sud-est du fleuve Saint-Laurent à la hauteur de L'Isle-Verte.

## Géographie
La rivière Verte prend sa source de ruisseaux forestiers et montagneux situés dans la Réserve de Parke. Cette source est située à 23,4 km du littoral sud-est de l'estuaire du Saint-Laurent, à 2,9 km au nord du sommet de la montagne Bleue, à 4,5 km au sud du sommet de la montagne de la Victoriaville, à 9,7 km au nord-ouest du lac Ponégamook, à 10,9 km à l'est du lac Morin et à 18,0 km au sud-est du centre du village de Saint-Arsène.
Le cours total de la rivière est de 74,1 km.
Cours supérieur de la rivière Verte (segment de 25,8 km)
À partir de sa source, la rivière Verte coule en zone forestière selon les segments suivants :
- 2,2 km vers le nord-ouest dans la Réserve de Parke, jusqu'à la limite du territoire non organisé de Picard ;
- 14,1 km vers le nord-ouest, en passant du côté ouest de la montagne de la Victoriaville, jusqu'à la limite du territoire non organisé de Picard ;
- 4,7 km vers le nord dans Picard, jusqu'à la limite de la municipalité de Saint-Antonin ;
- 1,6 km vers le nord, jusqu'à la route 185 ;
- 0,8 km vers le nord, jusqu'à la confluence de la rivière des Roches (venant de l'est) ;
- 1,5 km vers le nord, jusqu'à la limite de Saint-Modeste ;
- 0,9 km vers le nord, en délimitant les municipalités de Saint-Antonin et Saint-Modeste, jusqu'au pont de la route de la Station ;

Cours intermédiaire de la rivière Verte (segment de 24,0 km)
À partir du pont de la route de la Station, la rivière Verte coule sur :
- 4,4 km vers le nord-ouest, jusqu'à la rue Principale (qui devient le chemin du 2e rang Est) ;
- 5,2 km vers le nord, jusqu'à la confluence d'un ruisseau (venant du sud-est) ;
- 2,4 km vers le nord en recueillant les eaux du cours d'eau Bastille et du cours d'eau Gamache, jusqu'au chemin du 1re rang ;
- 1,4 km vers le nord, jusqu'à la route de l'Église Nord ;
- 1,7 km vers le nord-est, en recueillant les eaux du cours d'eau Luc-Roy (venant du sud-est) et du ruisseau Noir (venant de l'ouest), jusqu'à une route qui constitue la délimitation entre Saint-Épiphane et Saint-Arsène ;
- 1,9 km vers le nord-est dans Saint-Arsène, jusqu'à la limite de Saint-Modeste ;
- 2,9 km vers le nord-est dans Saint-Modeste en traversant le chemin de l'Aulnière, jusqu'à la limite de Saint-Épiphane ;
- 1,2 km vers le nord dans Saint-Épiphane en traversant le "chemin du Bras", jusqu'à la limite de Saint-Arsène ;
- 2,9 km vers le nord-est dans Saint-Arsène, en recueillant les eaux de la Rivière Cacouna (venant du sud-est), jusqu'à la route 291 ;

Cours inférieur de la rivière Verte (segment de 24,3 km)
À partir de la route 291, la rivière Verte coule sur :
- 4,8 km vers le nord-est en suivant du côté nord la limite entre Saint-Arsène et Saint-Épiphane, en recueillant les eaux du cours d'eau Perreault (venant du sud), jusqu'à la route Pelletier ;
- 1,0 km vers le nord-est dans Saint-Arsène, jusqu'à la limite de L'Isle-Verte ;
- 1,0 km vers le nord-est, en serpentant jusqu'à la confluence de la rivière à la Fourche (venant du sud) ;
- 2,3 km vers le nord-est, en serpentant jusqu'à la confluence du cours d'eau Le Grand Ruisseau ;
- 1,3 km vers le nord, en recueillant le cours d'eau J.-C.-Bélanger (venant de l'est), jusqu'à un pont de la Montée des Coteaux ;
- 2,3 km vers le nord, en recueillant les eaux du cours d'eau Robert (venant de l'est), jusqu'à la confluence du ruisseau à la Poudre (venant de l'est) ;
- 10,5 km (ou 4,1 km en ligne directe) vers le nord-ouest en contournant une tourbière, en serpentant au sud du village de L'Isle-Verte et en recueillant les eaux du cours d'eau Léopold-Lévesque (venant du sud-ouest), jusqu'au pont de la route 132 ;
- 1,1 km vers le nord-ouest, en passant du côté ouest du village de L'Isle-Verte, jusqu'à sa confluence où une petite île marque l'embouchure.

La rivière Verte se déverse dans l'anse Verte, sur les battures de l'île Ronde du fleuve Saint-Laurent, au village de la municipalité de L'Isle-Verte, face à l'île Verte, située à 4,6 km au large. Cette confluence est située à 1,1 km à l'ouest du pont du village de L'Isle-Verte et à 0,8 km au nord-ouest de la route 132.

## Toponymie
Le toponyme « rivière Verte » a été officialisé le 5 décembre 1968 à la Commission de toponymie du Québec.